# Сурмачівка (Підкарпатське воєводство)
Сурмачівка (пол. Surmaczówka) — село в Польщі, у гміні В'язівниця Ярославського повіту Підкарпатського воєводства.
Населення — 204 особи (2011), у тому числі 95 жінок та 108 чоловіків.

## Історія
В 1944-46 роках 26 сімей (122 особи) української громади були виселені до населених пунктів Тернопільської та Львівської областей УРСР.
У 1975—1998 роках село належало до Перемишльського воєводства.

## Демографія
Демографічна структура станом на 31 березня 2011 року:
|          | Загалом | Допрацездатний вік | Працездатний вік | Постпрацездатний вік |
| -------- | ------- | ------------------ | ---------------- | -------------------- |
| Чоловіки | 108     | 29                 | 74               | 5                    |
| Жінки    | 96      | 31                 | 48               | 17                   |
| Разом    | 204     | 60                 | 122              | 22                   |